# Sandleheath
Sandleheath – wieś w Anglii, w hrabstwie Hampshire, w dystrykcie New Forest. Leży 35 km na południowy zachód od miasta Winchester i 135 km na południowy zachód od Londynu. W 2001 miejscowość liczyła 663 mieszkańców.